# Thor-Delta

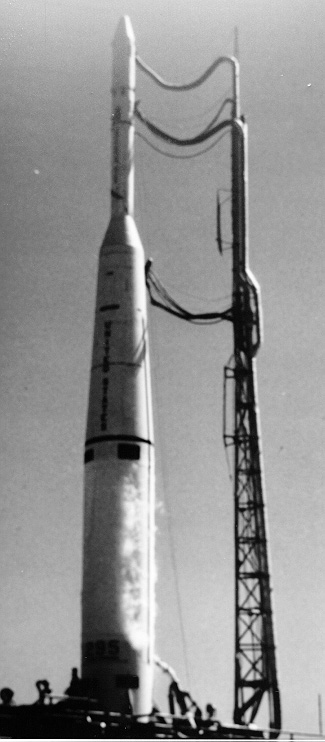
Um Thor-Delta logo antes do lançamento do Explorer 10.

O Thor-Delta, também conhecido como Delta DM-19 ou simplesmente Delta, foi um dos primeiros 
veículos de lançamento descartáveis de origem Norte americana.
Foi usado em 12 lançamentos orbitais no início da década de 60. Uma derivação do Thor-Able, ele foi um membro da família de foguetes Thor
e, o primeiro membro da família de foguetes Delta.